# Louisette Malherbaud
Louise Frédérique Paulette Jouteux, épouse Malherbaud, dite Louisette, est née le 28 avril 1917 à Marchenoir et morte le 28 décembre 1999 à Saint-Victor-en-Marche, est une fleurettiste française. 

## Carrière
Louisette Malherbaud est membre de l'équipe de France féminine de fleuret féminin médaillée d'argent aux Championnats du monde 1947 à Lisbonne (où elle est également médaillée de bronze individuelle) et médaillée de bronze aux Championnats du monde 1948 à La Haye.
Elle est éliminée en quarts de finale de l'épreuve individuelle de fleuret des Jeux olympiques d'été de 1948 à Londres.
Elle est championne de France de fleuret en 1939, 1942, 1944 et 1945 et championne du monde universitaire en 1939 à Monaco.